# Philipp Friedrich Hoffmann
Philipp Friedrich Hoffmann (* 27. April 1823 in Darmstadt; † 19. Februar 1887 in Flensburg) war ein preußischer Generalmajor und Kommandant von Sonderburg-Düppel.

## Leben

### Herkunft
Seine Eltern waren der großherzoglich hessische Unteradjutant a. D. Georg Hoffmann († 1870) und dessen Ehefrau Elisabeth, geborene Schmidt († 1864).

### Militärkarriere
Nach dem Besuch der Realschule in Darmstadt trat Hoffmann am 27. April 1839 als Musketier in das 2. Infanterie-Regiment (Großherzog) der Großherzoglich Hessischen Armee ein. Unter Beförderung zum Leutnant erfolgte Mitte März 1846 seine Versetzung in das 4. Infanterie-Regiment (Prinz Carl). Von November 1850 bis zu seiner Versetzung als Oberleutnant in das 1. Infanterie-Regiment (Leib-Garde-Regiment) Anfang April 1854 war Hoffmann untersuchungsführender Offizier. Am 13. August 1861 wurde er mit der Führung der 2. Schützen-Kompanie seines Regiments beauftragt, Mitte Oktober 1861 zum Hauptmann befördert und am 9. Februar 1864 zum Chef dieser Kompanie ernannt.
In dieser Eigenschaft nahm Hoffmann während des Krieges gegen Preußen an den Gefechten bei Frohnhofen, Aschaffenburg sowie Gerchsheim teil und wurde am 18. September 1866 mit dem Ritterkreuz I. Klasse des Verdienstordens Philipps des Großmütigen mit Schwertern ausgezeichnet. Er stieg am 17. August 1867 zum Major auf und wurde gleichzeitig Kommandeur des II. Bataillons, das er 1870/71 im Krieg gegen Frankreich bei Vionville, Gravelotte, Noisseville, Briare und Orleans sowie vor Metz führte.
Für sein Wirken mit dem Eisernen Kreuz II. Klasse, dem Militär-Verdienstkreuz und dem Ritterkreuz I. Klasse des Ludwigsordens ausgezeichnet, wurde Hoffmann im Zuge der Militärkonvention zum 1. Januar 1872 in seiner Stellung als Bataillonskommandeur mit Patent vom 30. Mai 1868 in den Verband der Preußischen Armee übernommen. Bis Ende März 1876 avancierte Hoffmann zum Oberst und wurde am 18. Mai 1876 unter Stellung à la suite seines Regiments zum Kommandanten von Sonderburg-Düppel ernannt. In dieser Eigenschaft erhielt er im September 1878 das Komturkreuz II. Klasse des Verdienstordens Philipps des Großmütigen mit Schwertern, drei Jahre später den Kronen-Orden II. Klasse und am 13. September 1882 wurde ihm der Charakter als Generalmajor verliehen. Unter Verleihung des 
Roten Adlerordens II. Klasse mit Eichenlaub wurde Hoffmann am 5. Februar 1887 in Genehmigung seines Abschiedsgesuches mit Pension zur Disposition gestellt. Er starb kurze Zeit später am 19. Februar 1887 in Flensburg.

### Familie
Hoffmann heiratete am 10. Oktober 1854 in Darmstadt Auguste Bernhard († 1868), mit der er die Kinder Lina (* 1858), Karl (* 1861) und Friedrich (1866–1867) hatte.
Nach dem Tod seiner ersten Frau heiratete er am 12. Mai 1874 in Gießen Maria Lotz († 1876). Am 22. Januar 1881 heiratete er letztmals Emilie Labrasse.